# George Forster
Pour les articles homonymes, voir Forster et George Forster (meurtrier).
George Forster, né vers 1750 et mort en Inde en février 1791, est un voyageur britannique, connu pour sa relation du voyage qu'il fit de Calcutta à Londres en passant par le Cachemire, l'Afghanistan, la Perse et la Russie.
Employé de la Compagnie anglaise des Indes orientales, il effectua son périple entre 1782 et 1784. De retour en Inde en 1790, il mourut pendant la troisième guerre de Mysore alors qu'il se rendait en mission à la cour de Nagpur.

## Publications
- Sketches of the Mythology and Customs of the Hindoos, 1785
- A Journey from Bengal to England through the Northern part of India, Kashmire, Afghanistan, and Persia and into Russia, by the Caspian sea, 2 vol., 1798-1808 Texte en ligne 1 2

Traduction en français
- Voyage du Bengale à Pétersbourg, à travers les provinces septentrionales de l'Inde, le Kachmyr, la Perse, etc., suivi de l'histoire des Rohillahs et de celle des Seykes, par feu Georges Forster, traduit de l'anglais, avec des additions et une notice chronologique des Khans de Crimée, par L. Langlès, 3 vol., 1802 Texte en ligne 1 3